# Zlatý míč FIFA 2014

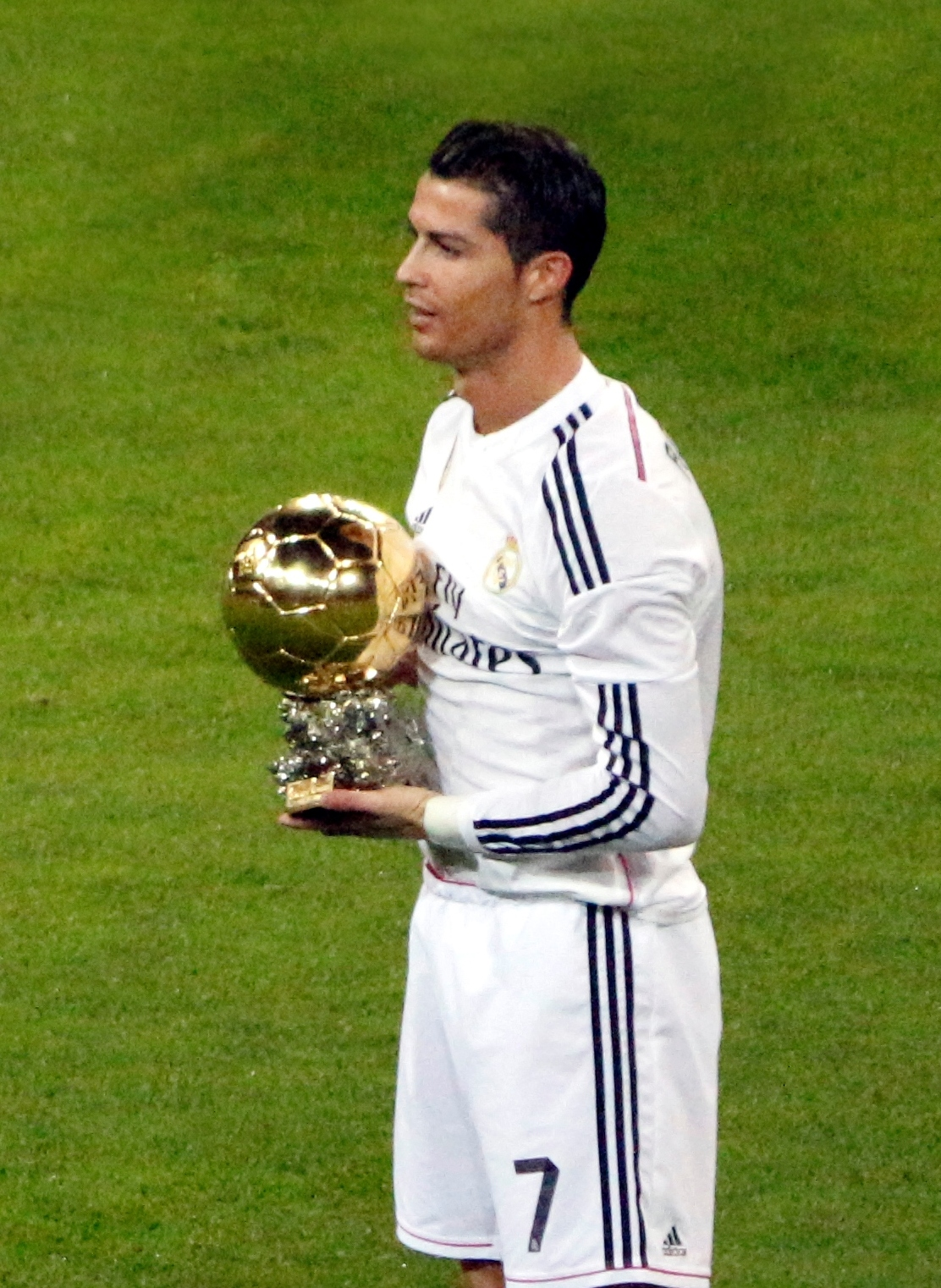
Cristiano Ronaldo se Zlatým míčem

Zlatý míč FIFA pro nejlepšího fotbalistu světa za rok 2014 získal Portugalec Cristiano Ronaldo.

## Výsledky hlasování
| Pořadí | Jméno                  | Stát              | Klub                             | Procenta hlasů |
| ------ | ---------------------- | ----------------- | -------------------------------- | -------------- |
| 1.     | Cristiano Ronaldo      | Portugalsko       | Real Madrid                      | 37,66%         |
| 2.     | Lionel Messi           | Argentina         | FC Barcelona                     | 15,76%         |
| 3.     | Manuel Neuer           | Německo           | FC Bayern Mnichov                | 15,72%         |
| 4.     | Arjen Robben           | Nizozemsko        | FC Bayern Mnichov                | 7,17%          |
| 5.     | Thomas Müller          | Německo           | FC Bayern Mnichov                | 5,42%          |
| 6.     | Philipp Lahm           | Německo           | FC Bayern Mnichov                | 2,9%           |
| 7.     | Neymar                 | Brazílie          | FC Barcelona                     | 2,21%          |
| 8.     | James Rodríguez        | Kolumbie          | AS Monaco FC Real Madrid         | 1,47%          |
| 9.     | Toni Kroos             | Německo           | FC Bayern Mnichov Real Madrid    | 1,43%          |
| 10.    | Ángel Di María         | Argentina         | Real Madrid Manchester United FC | 1,29%          |
| 11.    | Diego Costa            | Španělsko         | Atlético Madrid Chelsea          | 1,02%          |
| 12.    | Gareth Bale            | Wales             | Real Madrid                      | 1%             |
| 13.    | Zlatan Ibrahimović     | Švédsko           | Paris Saint-Germain FC           | 1%             |
| 14.    | Yaya Touré             | Pobřeží slonoviny | Manchester City FC               | 0,86%          |
| 15.    | Mario Götze            | Německo           | FC Bayern Mnichov                | 0,84%          |
| 16.    | Karim Benzema          | Francie           | Real Madrid                      | 0,75%          |
| 17.    | Andrés Iniesta         | Španělsko         | FC Barcelona                     | 0,67%          |
| 18.    | Bastian Schweinsteiger | Německo           | FC Bayern Mnichov                | 0,57%          |
| 19.    | Javier Mascherano      | Argentina         | FC Barcelona                     | 0,55%          |
| 20.    | Thibaut Courtois       | Belgie            | Atlético Madrid Chelsea          | 0,51%          |
| 21.    | David Luiz             | Brazílie          | Chelsea                          | 0,47%          |
| 22.    | Paul Pogba             | Francie           | Juventus FC                      | 0,4%           |
| 23.    | Sergio Ramos           | Španělsko         | Real Madrid                      | 0,33%          |